# Xenolpium longiventer
Xenolpium longiventer är en spindeldjursart som först beskrevs av Ludwig Carl Christian Koch och Eugen von Keyserling 1885.  Xenolpium longiventer ingår i släktet Xenolpium och familjen Olpiidae. Inga underarter finns listade i Catalogue of Life.